# Attilio Prevost
Pour l’article homonyme, voir Prevost.
Attilio Prevost, né à Turin le 6 septembre 1890 et mort à Milan le 3 mai 1954, est un photojournaliste , un ingénieur et entrepreneur italien. Pionnier du cinéma italien, photographe et cameraman, il est connu pour être l'un des premiers photographes de guerre de l'Armée royale lors de la Première Guerre mondiale et pour avoir fondé en 1913, avec son épouse Elena Lanzoni Prevost, les Officine Prevost, une usine de matériel cinématographique.

## Collections
- Archives du ministère de la Défense italien.

## Galerie

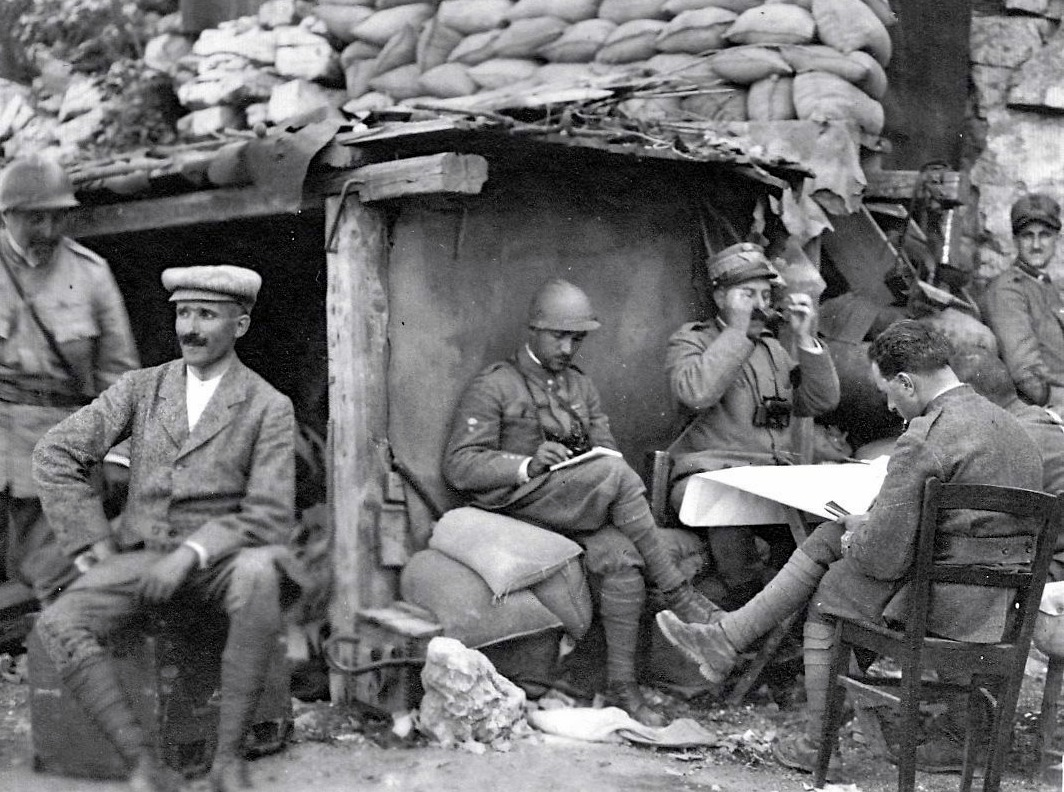
Arturo Toscanini avec les soldats italiens sur le front au Monte Santo, août 1917.
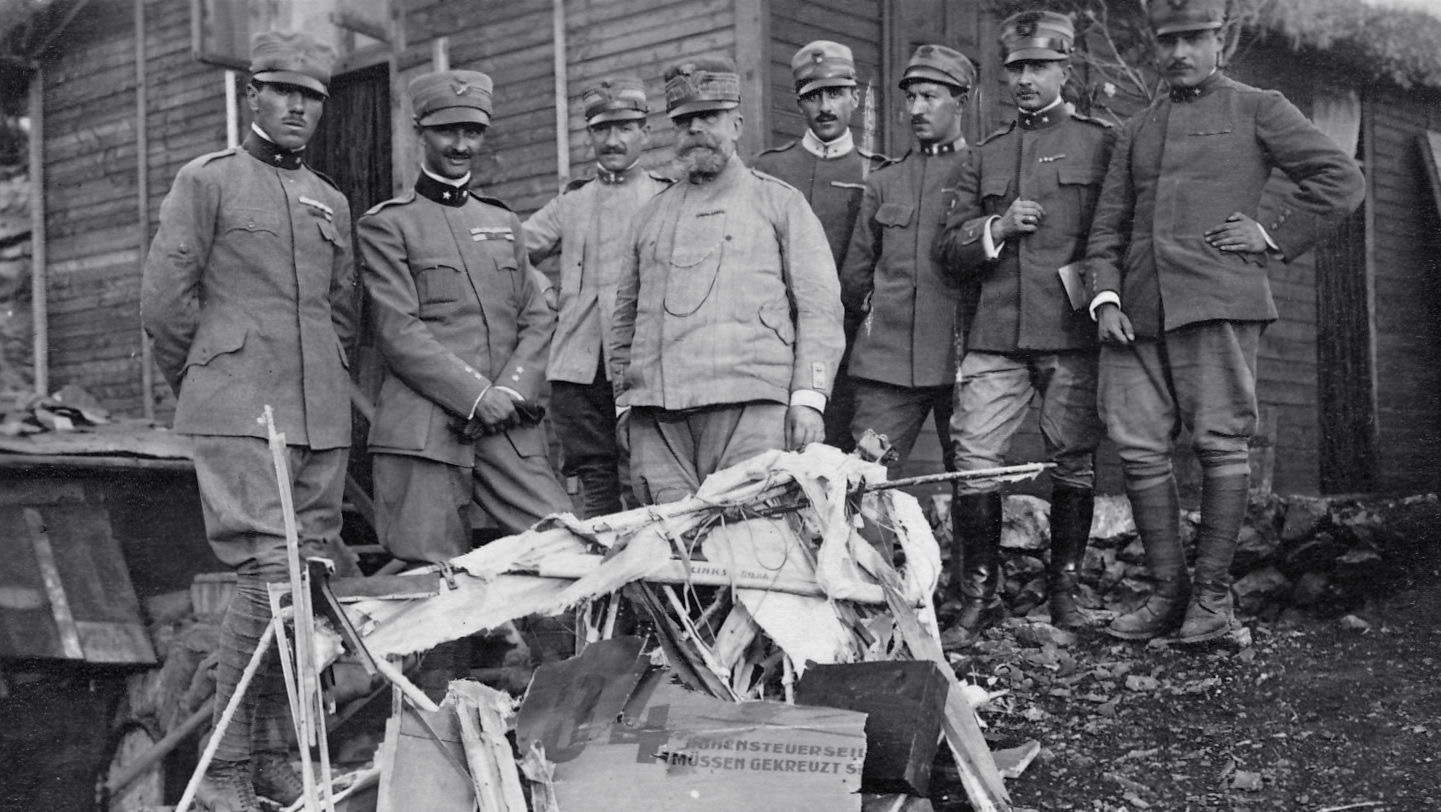
Soldats italiens sur le front, dont Francesco Baracca et Fulco Ruffo di Calabria (premier et second à partir de la gauche), 1917-1918.
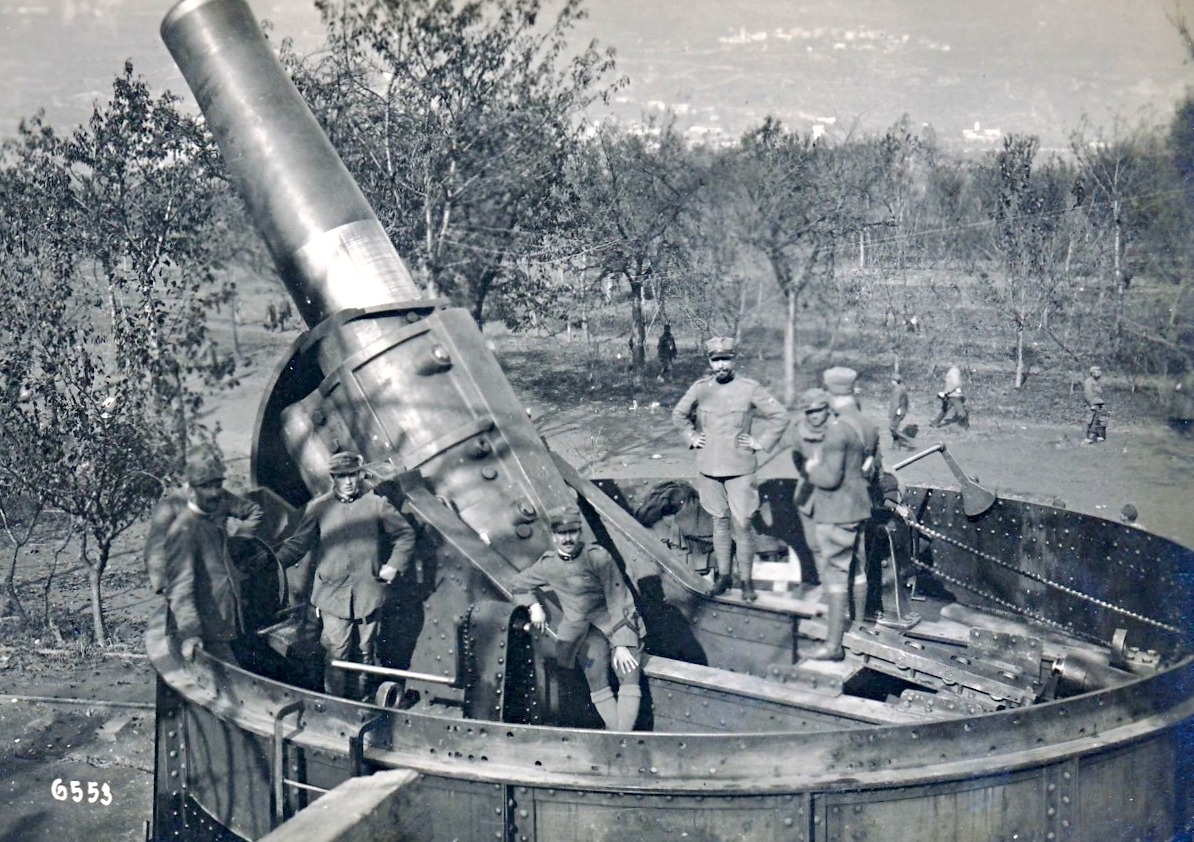
Soldats italiens sur un obusier de 420, abandonné sur le front par l'armée autrichienne.
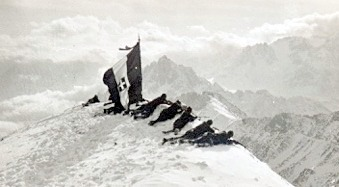
Alpins sur le Monte Santo di Gorizia.
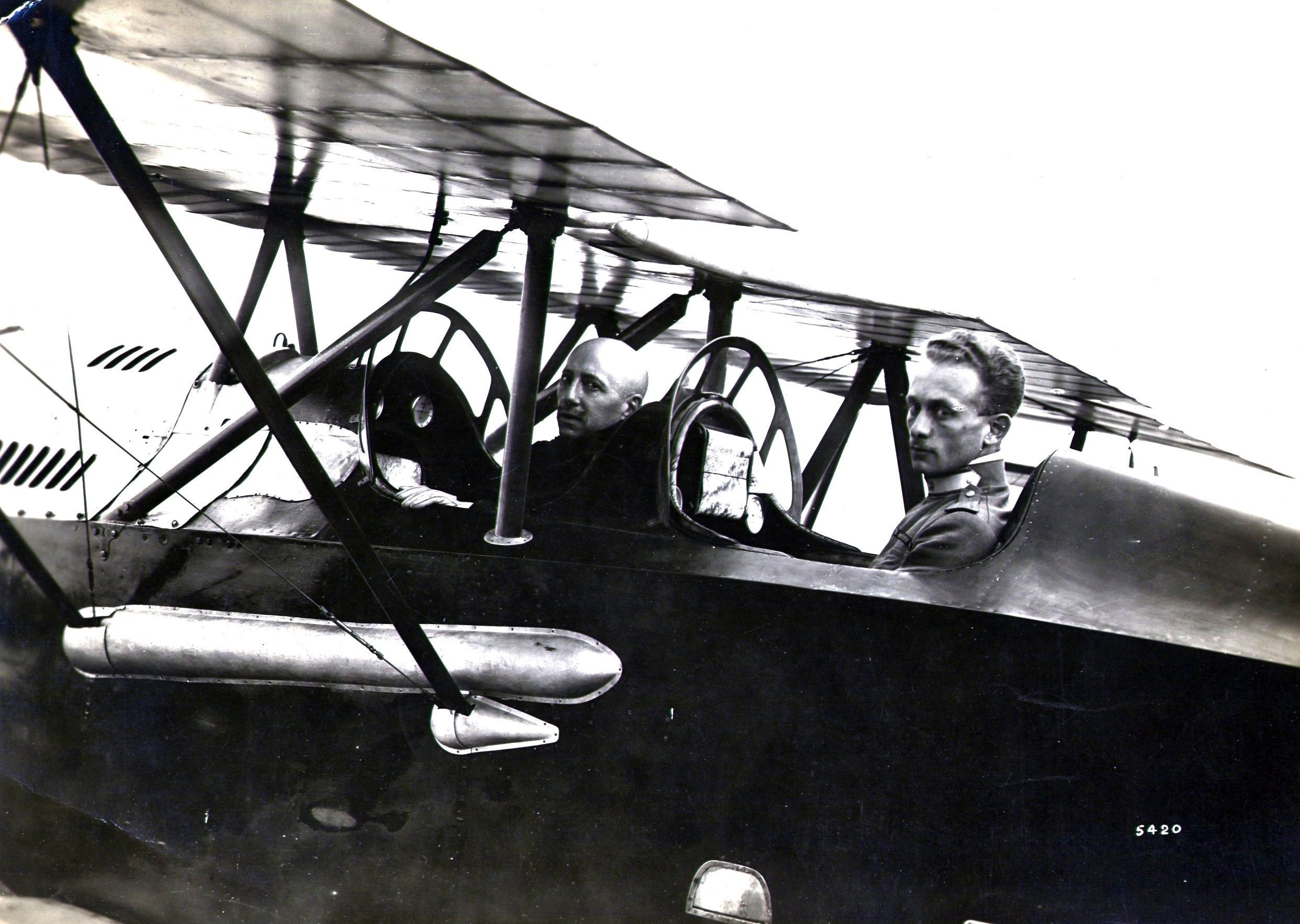
Gabriele D'Annunzio et le capitaine Natale Palli peu avant le décollage pour le vol au-dessus de Vienne, 9 août 1918.